# Bessancourt
Bessancourt – miejscowość i gmina we Francji, w regionie Île-de-France, w departamencie Dolina Oise.
Według danych na rok 1990 gminę zamieszkiwało 6429 osób, a gęstość zaludnienia wynosiła 1006 osób/km² (wśród 1287 gmin regionu Île-de-France Bessancourt plasuje się na 288. miejscu pod względem liczby ludności, natomiast pod względem powierzchni na miejscu 588.).